# 國府車站 (兵庫縣)
國府車站（日语：／ Kokufu eki */?）是由西日本旅客鐵道（JR西日本）所經營的鐵路車站，位於日本兵庫縣豐岡市。本站是山陰本線沿線的無人車站，隸屬於近畿統括本部的管轄範圍。此站設於鐵路線鋪設的土堤上，因此可視為是高架車站的配置。

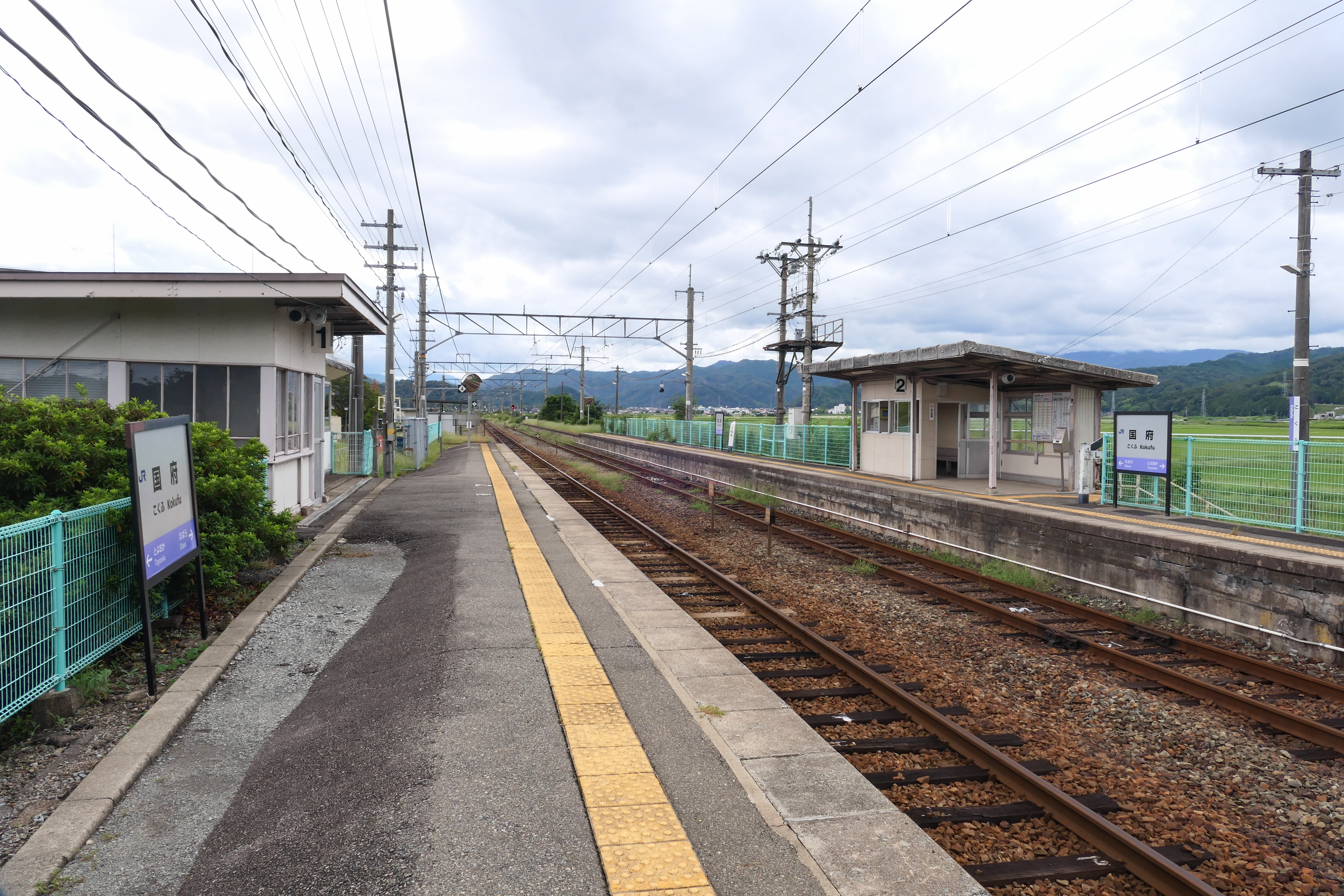
月台（2023年9月）

## 車站結構
本站為擁有可進行列車交會的對向式月台2面2線，位於地壘上的高架車站。站內沒有設置站房與驗票閘口（1號月台側待合室有事務所遺址），各月台直接設有樓梯，可直接登上月台。月台兩側設有待合室，並透過軌道下的隧道互相連接。

### 月台配置
| 月台 | 路線     | 方向 | 目的地                 |
| ---- | -------- | ---- | ---------------------- |
| 1、2 | 山陰本線 | 上行 | 和田山、京都、大阪方向 |
| 1、2 | 山陰本線 | 下行 | 豐岡、城崎溫泉方向     |

## 使用情況
根據「兵庫縣統計書」，2016年（平成28年）度1日平均上車人次為95人。
近年的1日平均上車人次如下表。
| 年度   | 1日平均 上車人次 |
| ------ | ---------------- |
| 2000年 | 94               |
| 2001年 | 81               |
| 2002年 | 76               |
| 2003年 | 75               |
| 2004年 | 71               |
| 2005年 | 69               |
| 2006年 | 71               |
| 2007年 | 75               |
| 2008年 | 75               |
| 2009年 | 81               |
| 2010年 | 83               |
| 2011年 | 94               |
| 2012年 | 90               |
| 2013年 | 89               |
| 2014年 | 82               |
| 2015年 | 88               |
| 2016年 | 95               |

## 相鄰車站
西日本旅客鐵道
 山陰本線
■快速、■普通
江原－國府－豐岡

## 外部連結
- 國府｜車站資訊：JR出門網 - 西日本旅客鐵道